# The Brand (film 1911)
The Brand è un cortometraggio muto del 1911 diretto da Thomas H. Ince, uno dei suoi primissimi film da regista. Si conoscono pochi dati certi del film che fu prodotto dalla Independent Moving Pictures e distribuito dalla Motion Picture Distributors and Sales Company.

## Produzione
Il film fu prodotto dall'Independent Moving Pictures Co. of America (IMP).

## Distribuzione
Il film uscì nelle sale distribuito dalla Motion Picture Distributors and Sales Company.